# Lista över nationskyrkor i Rom

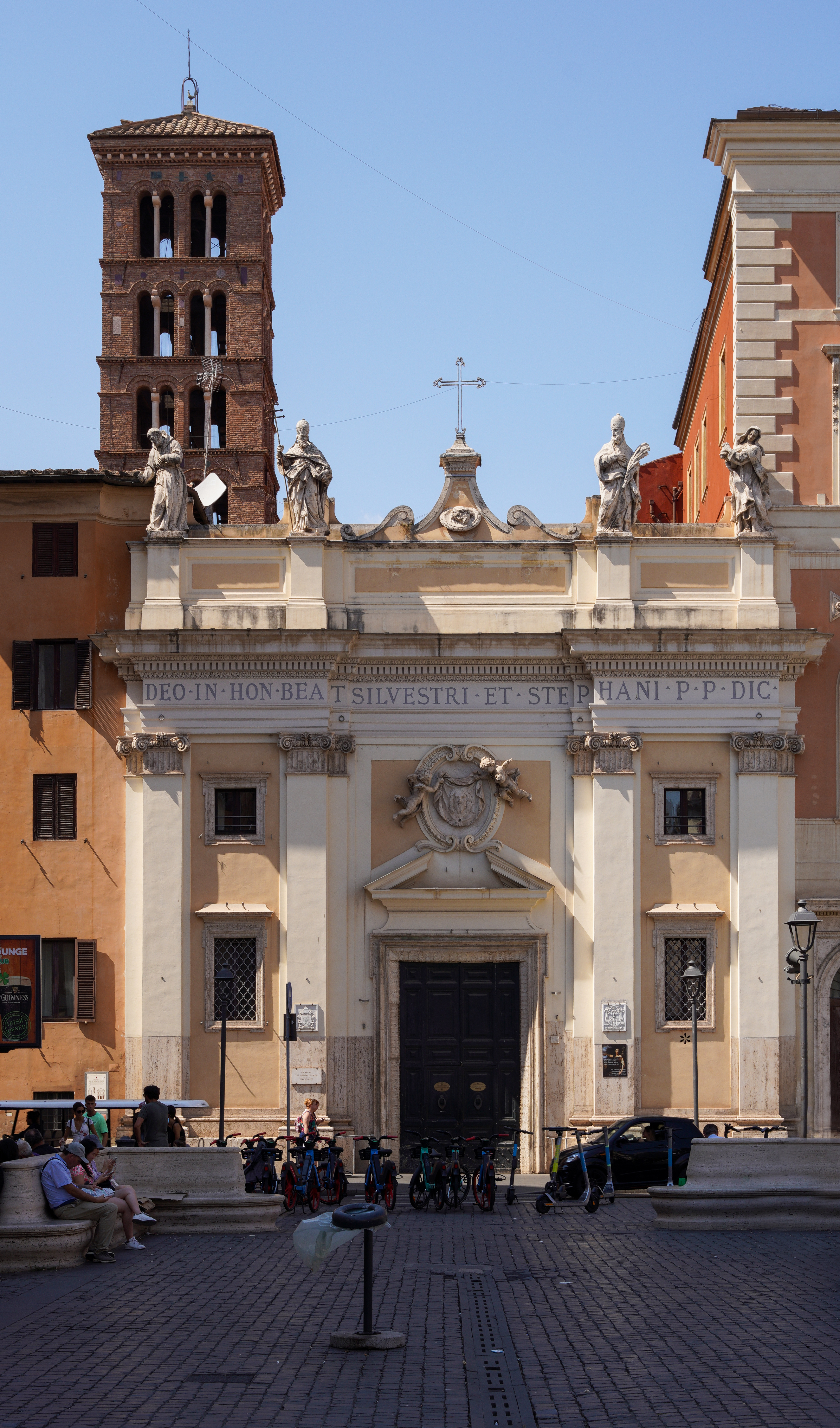
San Silvestro in Capite, Storbritanniens nationskyrka i Rom

Lista över nationskyrkorna i Rom är en lista över de kyrkor i Rom som har speciell koppling till ett annat land eller en annan region. 
Nationskyrkor har funnits sedan medeltiden när pilgrimer samlades i Rom. Pilgrimer från samma land eller samma region samlades då vid samma kyrka eller finansierade byggnationer av egna kyrkor. Kyrkorna hade förutom den religiösa även en social funktion med möjlighet till välgörenhet och sjukvård. Nationerna konkurrerade även i att ha den överdådigaste kyrkan. 
Under 1800-talet minskade behovet av nationskyrkor och vid Italiens enande 1870 exproprierades flera kyrkor av staten. Genom lateranfördraget återgick dock mycket av tillgångarna till  katolska kyrkan. Idag fungerar kyrkorna som symboler för sitt land, sin region eller sin stad. Flera av kyrkorna har gudstjänster på landets språk och även enligt lokal liturgi. 

## Italienska nationskyrkor i Rom
Tidigare var regioner och städer mer eller mindre självständiga och dessa enklaver anlade också kyrkor. Dessa kallas idag även för regionala kyrkor. Vissa regioner utanför Italien har av samma anledning egna nationskyrkor.
- Abruzzo: Santa Maria Maddalena in Campo Marzio
- Apulien: Basilica di San Nicola in Carcere
- Basilicata: San Nicola in Carcere
- Bergamo: Santi Bartolomeo e Alessandro dei Bergamaschi
- Dalmatien: San Marco Evangelista in Agro Laurentino
- Emilia-Romagna: Santi Giovanni Evangelista e Petronio dei Bolognesi
- Florens: San Giovanni dei Fiorentini
- Juliska Venetien: San Marco Evangelista in Agro Laurentino
- Kalabrien: San Francesco di Paola ai Monti
- Kampanien: Santo Spirito dei Napoletani
- Korsika: San Crisogono
- Lazio:
  - Sant'Ignazio di Loyola in Campo Marzio
  - Santissimo Nome di Gesù all'Argentina
- Liguria: San Giovanni Battista dei Genovesi
- Lombardiet: Basilica dei Santi Ambrogio e Carlo al Corso
- Lucca: Santa Croce e San Bonaventura dei Lucchesi
- Marche: San Salvatore in Lauro
- Norcia: Santi Benedetto e Scolastica
- Piemonte: Santissimo Sudario all'Argentina
- Rom: Santa Maria in Ara Coeli
- Sardinien:Santissimo Sudario all'Argentina
- Sicilien: Santa Maria Odigitria al Tritone
- Siena: Santa Caterina da Siena a Via Giulia
- Toscana: San Giovanni dei Fiorentini
- Umbrien: Santa Rita da Cascia alle Vergini
- Veneto: Basilica di San Marco Evangelista al Campidoglio

## Övriga världens nationskyrkor

### Afrika
- Etiopien: 
  - Santo Stefano degli Abissini, i Vatikanen
  - San Tommaso in Parione
- Kongo: Chiesa della Natività

### Amerika
- Argentina: Santa Maria Addolorata a piazza Buenos Aires
- Kanada: Nostra Signora del Santissimo Sacramento e Santi Martiri Canadesi
- Mexiko: Nostra Signora di Guadalupe e San Filippo Martire
- Peru: Sant'Anastasia al Palatino
- USA:
  - Santa Susanna
  - San Patrizio a Villa Ludovisi

### Asien
- Armenien: San Nicola da Tolentino
- Filippinerna: Santa Pudenziana
- Libanon: San Marone
- Syrien: Santa Maria della Concezione in Campo Marzio

### Europa
- Belgien: San Giuliano dei Fiamminghi
- Frankrike:
  - San Luigi dei Francesi (Frankrike)
  - Sant'Ivo dei Bretoni (Bretagne)
  - Santi Claudio e Andrea dei Borgognoni (Bourgogne)
  - San Nicola dei Lorenesi (Lorraine)
- Grekland: 
  - Sant'Atanasio a Via del Babuino
  - San Basilio agli Orti Sallustiani
  - Santa Maria in Cosmedin
  - San Teodoro al Palatino
  - San Giovanni Battista dei Cavalieri di Rodi
- Irland: 
  - Sant'Isidoro a Capo le Case
  - San Patrizio a Villa Ludovisi
  - San Clemente al Laterano
- Kroatien: San Girolamo dei Croati
- Malta: Santa Maria del Priorato
- Nederländerna: 
  - Santa Maria della Pietà in Camposanto dei Teutonici
  - Santi Michele e Magno
- Polen: 
  - San Stanislao alle Botteghe Oscure
  - Resurrezione di Nostro Signore Gesù Cristo
- Portugal: Sant'Antonio dei Portoghesi
- Rumänien: San Salvatore alle Coppelle
- Ryssland: Sant'Antonio Abate all'Esquilino
- Spanien:
  - Santa Maria in Monserrato degli Spagnoli
  - Santissima Trinità a Via Condotti
  - San Carlo alle Quattro Fontane
- Storbritannien: 
  - San Silvestro in Capite
  - San Tommaso di Canterbury
  - Santi Giorgio e Martiri Inglesi
- Sverige: Santa Brigida a Campo de' Fiori
- Schweiz: 
  - Santi Martino e Sebastiano (Schweizergardets kyrka, belägen i Vatikanstaten)
  - San Pellegrino in Vaticano
- Tyskland: 
  - Santa Maria dell'Anima
  - Santa Maria della Pietà in Camposanto dei Teutonici
  - Santo Spirito in Sassia (Sassonia)
- Ukraina: 
  - Santi Sergio e Bacco
  - San Giosafat al Gianicolo
  - Santa Sofia a Via Boccea
- Ungern: Santo Stefano Rotondo
- Österrike: 
  - Santa Maria dell'Anima
  - Santa Maria della Pietà in Camposanto dei Teutonici